# ウィリアム・ウォーレン・バートリー3世
ウィリアム・ウォーレン・バートリー3世（William Warren Bartley III、1934年10月2日 - 1990年2月5日）は、アメリカの哲学者。20世紀の哲学、言語、論理、及びウィーン学団を専門とした。
ハーバード大学卒業後、ロンドン・スクール・オブ・エコノミクスでカール・ポパーに学び、博士号を取得。

## 著作

### 原書
- The Retreat to Commitment, 1962
- Morality and Religion, 1971
- Lewis Carroll's Symbolic Logic, 1977
- Wittgenstein, 1973, 1985
  - 小河原誠訳『ウィトゲンシュタインと同性愛』（未來社、1990年）
- Ludwig Wittgenstein e Karl Popper: maestri di scuola elementare, 1976
- Come demarcare la scienza della metafisica, 1983
- Werner Erhard, The Transformation of a Man: The Founding of est, 1978
- The Fatal Conceit: The Errors of Socialism, 1988 (editor, with F. A. Hayek)
- Rehearsing a revolution – Karl Popper: A Life, 1989
- Unfathomed Knowledge, Unmeasured Wealth, 1990

### その他
- 小河原誠訳『ポパー哲学の挑戦』（未來社、1986年）
- カール・R・ポパー著、小河原誠・蔭山泰之・篠崎研二訳『量子論と物理学の分裂――W・W・バートリー三世編『科学的発見の論理へのポストスクリプト』より』